# سعيدة جلال
سعيدة جلال (26 نوفمبر 1948 -) هي ممثلة وراقصة مصرية.

## حياتها
شقيقة الفنان شفيق جلال وأم للممثلة منة جلال.

## المسيرة
كانت بدايتها عام 1966 من خلال المشاركة بفيلم (حارة السقايين)، لتتوالى أعمالها بعد ذلك في السينما ثم التلفزيون، من أبرز أعمالها (درب العوالم، العاطفة والجسد، نهر الخوف).

## أعمالها

### الأفلام
- 1966: حارة السقايين
- 1967: غراميات مجنون
- 1967: غازية من سنباط
- 1968: حب وخيانة
- 1969: الشيطان
- 1969: الحلوة عزيزة
- 1970: ورد وشوك
- 1970: عريس بنت الوزير
- 1970: أوهام الحب
- 1971: البيوت أسرار
- 1972: ذئاب على الطريق
- 1972: العاطفة والجسد
- 1972: الرغبة والضياع
- 1973: المخادعون
- 1973: الشحات
- 1973: السلم الخلفي
- 1973: البنات لازم تتجوز
- 1974: الظلال في الجانب الآخر
- 1975: المطلقات
- 1975: المذنبون
- 1976: حبيبة غيري
- 1977: التلاقي
- 1978: مكالمة بعد منتصف الليل
- 1978: كلهم في النار
- 1978: بدون زواج أفضل
- 1978: أيام العمر معدودة
- 1978: الشباك
- 1979: لعنة الزمن
- 1980: تحدي الأقوياء
- 1981: دندش
- 1981: المشبوه
- 1982: الدباح
- 1983: حادث النصف متر
- 1986: رغبة وحقد وانتقام
- 1987: جري الوحوش
- 1988: نهر الخوف
- 1988: السجينتان
- 1988: البوليس النسائي
- 1989: يا عزيزي كلنا لصوص
- 1989: فضيحة العمر
- 1989: اغتصاب
- 1990: الشيطانة
- 1990: السقوط
- 1994: درب العوالم

### المسلسلات
- 2004: بابا في تانية رابع
- 2004: أصحاب المقام الرفيع
- 2005: كارنتينا
- 2006: الحب بعد المداولة
- 2008: دموع في حضن الجبل

### المسرحيات
- 1999: سعدي ومرعي

## روابط خارجية
- سعيدة جلال على موقع الدهليز
- سعيدة جلال على موقع قاعدة بيانات الأفلام العربية